# Zacarias Moussaoui
Zacarias Moussaoui (Saint-Jean-de-Luz, 30 mei 1968) is een Frans staatsburger van Marokkaanse afkomst die op 16 augustus 2001 in de Verenigde Staten gearresteerd werd wegens overtreding van visumvoorwaarden. Plaatselijke FBI-agenten kregen geen toestemming zijn computer en zijn kamer te doorzoeken.
Hij nam vlieglessen, maar zijn instructeur vertrouwde hem niet en overtuigde zijn chef de FBI te informeren. Hij werd bekend onder de bijnaam de twintigste kaper en werd vervolgd op verdenking van medeplichtigheid aan de aanslagen van 11 september 2001 in de Verenigde Staten.
In zijn proces oordeelde de jury dat hij medeschuldig was aan de dood van de slachtoffers van deze aanslagen. De aanklager eiste de doodstraf. Tijdens het proces werd onder meer een geluidsfragment afgespeeld waarop de laatste minuten van een slachtoffer uit de South Tower van het World Trade Center te horen en dus te beleven zijn, met name Aon Corporation-topman Kevin Cosgrove. De jury legde hem een levenslange gevangenisstraf op. Op 13 mei 2006 ging Moussaoui in beroep tegen deze straf.
Op 23 mei 2006 ontkende Osama bin Laden de betrokkenheid van Zacarias Moussaoui in een audioboodschap.
Moussaoui wordt gedetineerd in ADX Florence in Colorado.